# Rebeliões camponesas do final da Dinastia Ming
As Rebeliões camponesas do final da Dinastia Ming (chinês tradicional: 明末民變) foram uma série de revoltas camponesas durante as últimas décadas da Dinastia Ming que duraram de 1628 a 1644. Eles foram causados principalmente por desastres naturais em Shaanxi, Shanxi e Henan. Ao mesmo tempo, a Rebelião She-An e as incursões da Dinastia Jin Posterior forçaram o governo Ming a cortar o financiamento do serviço postal, o que resultou no desemprego em massa de homens nas províncias duramente atingidas por desastres naturais. Incapaz de lidar com três grandes crises ao mesmo tempo, a Dinastia Ming entrou em colapso em 1644.

## Origens
Em 1618, a Dinastia Jin Posterior, sob Nurhachi renunciou abertamente à soberania da Dinastia Ming com as Sete Queixas e começou a atacar os Ming na Manchúria. Em 1627, a guerra com o Jin Posterior, bem como a erupção da Rebelião She-An em 1621, drenaram os tesouros Ming para níveis perigosamente baixos, com apenas sete milhões de taéis restantes no Cofre de Taicang. 
O reino Ming também sofria com desastres naturais em Shaanxi, Shanxi e Henan. Em 1627, uma seca generalizada em Shaanxi resultou em fome em massa, pois as colheitas fracassaram e as pessoas se voltaram para o canibalismo. Desastres naturais em Shaanxi não eram incomuns, mas nos últimos 60 anos da dinastia Ming eles foram especialmente graves, e não houve um único ano em que Shaanxi não tenha sofrido um desastre natural. Toda a região era uma zona de desastre natural. Shanxi também sofreu com tempestades de vento, terremotos e fome. No sul, Henan também passou fome e foi dito que "os grãos de arroz tornaram-se tão preciosos quanto pérolas". 
Os modos mesquinhos e inconstantes do Imperador Chongzhen agravaram a situação ao trocar constantemente os grandes secretários, o que impediu que uma resposta coerente do governo se consolidasse. Só no reinado de Chongzhen foram nomeados cerca de 50 grandes secretários para o cargo, representando dois terços de todos os detentores desse cargo durante toda a dinastia Ming. 
Para evitar um maior esgotamento do tesouro imperial, Chongzhen cortou o financiamento do serviço postal Ming, o que causou o desemprego em massa de um grande número de homens das províncias centrais e do norte ao redor da região do Rio Amarelo. Isto contribuiu para a deterioração geral do controlo governamental e para a formação de grupos de bandidos que se tornaram endémicos nas últimas décadas da dinastia Ming. 

## Rebelião

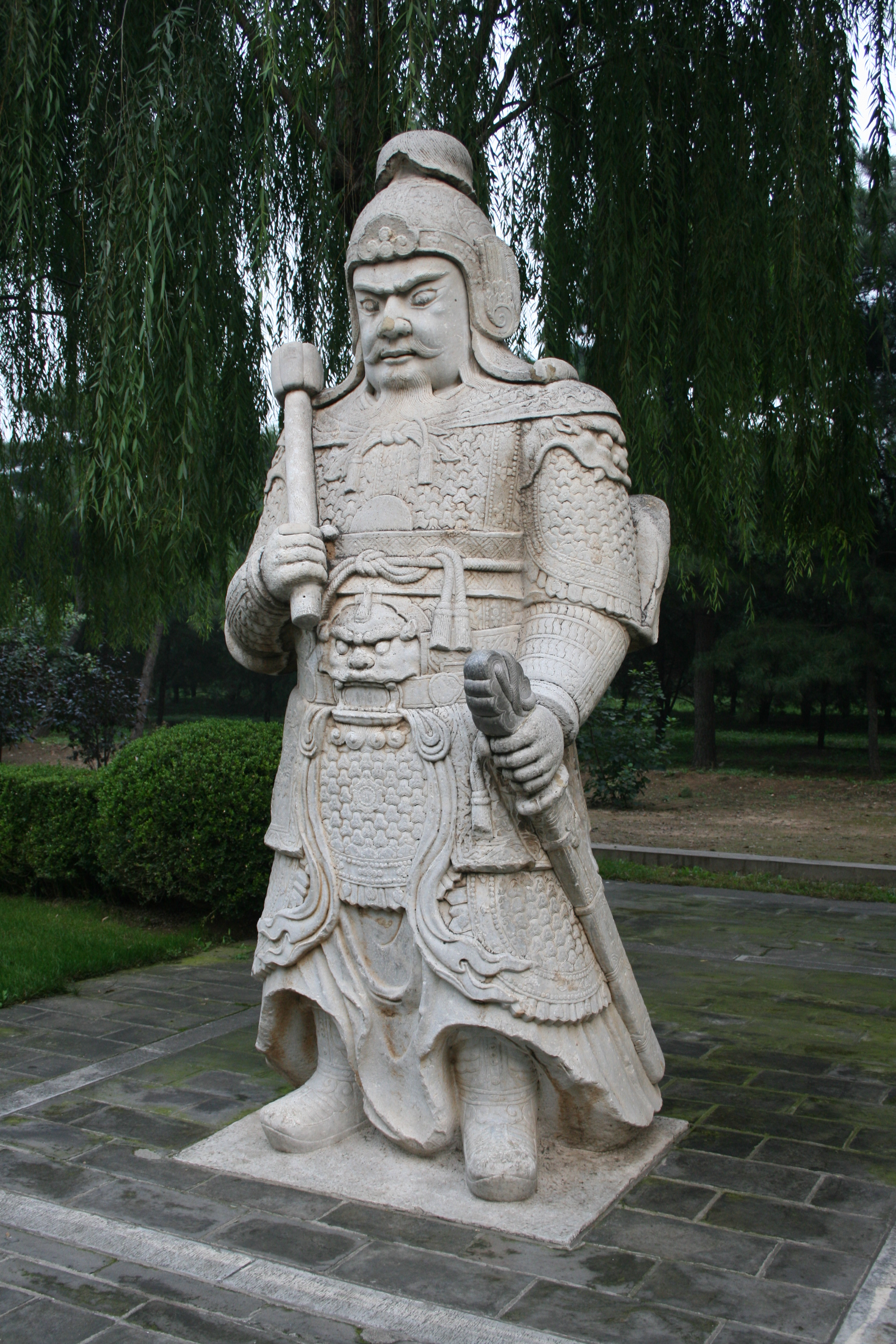
Um guarda de tumba da dinastia Ming em armadura de padrão de montanha empunhando uma maça

Na primavera de 1628, Wang Jiayin iniciou uma revolta em Shaanxi com cerca de 6.000 seguidores, um dos quais era Zhang Xianzhong, que despovoaria Sichuan no futuro. A rebelião não representava nenhuma ameaça ao exército Ming, mas devido ao terreno montanhoso acidentado de Shaanxi, o exército de pacificação Ming de 17.000 homens não conseguiu erradicar os rebeldes de forma eficaz. 
Outro líder criminoso, Gao Yingxiang, se revoltou e se juntou a Wang Jiayin logo depois. No início de 1629, o veterano líder antirrebelde Yang He foi convocado e nomeado Comandante Supremo das Três Regiões Fronteiriças. O que ele descobriu foi que as situações eram ainda mais terríveis do que pareciam. Os salários dos soldados de Shaanxi estavam atrasados há três anos, e seus próprios soldados estavam desertando para se juntar aos rebeldes. Yang não conseguiu suprimir os rebeldes de Wang Jiayin, que tomaram várias fortalezas isoladas até 1630. 
A política de anistia de Yang para camponeses rendidos foi geralmente ineficaz. Uma vez rendidos, os camponeses voltavam para suas casas e se juntavam a outros bandos rebeldes. Apesar das vitórias Ming em batalha, as rebeliões camponesas continuariam sendo um grande problema pelo restante da dinastia Ming. Yang He acabou sofrendo impeachment e foi preso por ineficácia. Ele foi substituído por Hong Chengchou, que mais tarde desertaria para a dinastia Qing. 
Seus subordinados, em particular os irmãos Cao Wenzhao e Cao Bianjiao, foram imprudentes. Soldados massacraram rebeldes e civis para entregar cabeças em troca de recompensas. Em determinado momento, um oficial chegou a apresentar cabeças femininas, alegando que eram bandidos. Ele foi rebaixado. Estimou-se que em 1631 havia cerca de 200.000 rebeldes operando em 36 grupos rebeldes. 

### Zhang Xianzhong
Zhang Xianzhong era natural de Yan'an, Shaanxi. Diziam que ele era forte, valente, mas que também tinha um desejo de matar. Na sua biografia oficial, diz-se que "se passasse um único dia e ele não matasse alguém, então ele era realmente infeliz".  Quando a sua família o renegou por se envolver em brigas repetidas com os seus pares, ele juntou-se à exército, que o condenou à morte por violar a lei militar. 
Um oficial chamado Chen Hongfan o poupou por ficar impressionado com sua bravura. Zhang Xianzhong juntou-se então à rebelião e seguiu Ma Shouying, que o tornou um suboficial e o nomeou "Tigre Amarelo".  Finalmente, as dificuldades chegaram no inverno de 1631 e Zhang foi forçado a render-se com Luo Rucai, a primeira de várias vezes que o faria por conveniência. 

### Li Zicheng
Li Zicheng era o segundo filho de Li Shouzhong e veio de Mizhi, Shaanxi. Li demonstrou aptidão para o arco e flecha a cavalo desde cedo, mas foi forçado a se tornar pastor aos dez anos devido à pobreza. Ele ficou órfão quando sua mãe morreu três anos depois. Li juntou-se ao exército aos 16 anos, mas depois saiu e entrou para o serviço postal em 1626. 
Em algum momento, Li se tornou um fora da lei por matar um homem que encontrou na cama com sua esposa após retornar de uma longa viagem de negócios. Ele foi preso e encarcerado até que seu sobrinho Li Guo o libertou, e juntos eles fugiram da área. Em Gansu, Li Zicheng se juntou ao exército novamente e se tornou comandante de um esquadrão de 50 homens. Depois de participar da repressão ao rebelde Gao Yingxiang, Li se tornou um rebelde devido às acusações de roubo de rações. 

### Movimentos rebeldes
Em 1633, os rebeldes se espalharam para Huguang, Sichuan e Shanxi.  Chen Qiyu foi nomeado Comandante Supremo de Shaanxi, Shanxi, Henan, Huguang e Sichuan. Ele expulsou Zhang Xianzhong e Luo Rucai de Sichuan. Os rebeldes em Henan foram levados para o oeste até serem encurralados no canto sudoeste de Henan, no desfiladeiro de Chexiang. Fortes chuvas castigaram os rebeldes por 40 dias. Após semanas de privação, 13.000 rebeldes, incluindo Li Zicheng, se renderam a Chen Qiyu. Eles foram devolvidos às suas casas sob supervisão. Quando 36 rebeldes foram mortos e suas cabeças penduradas nas muralhas da cidade, uma revolta em grande escala eclodiu novamente. 
Li Zicheng sitiou Longzhou, mas foi expulso por Zuo Guangxian. Apesar da incapacidade dos rebeldes de tomar cidades bem defendidas, o exército Ming também não foi capaz de derrotá-los decisivamente, então os Ming começaram a construir fortificações nas cidades para fortificar o campo. Em 1635, uma reunião entre os principais grupos rebeldes ocorreu em Rongyang, no centro de Henan. Zhang Xianzhong e Gao Yingxiang foram encarregados de tomar o sul de Zhili, Luo Rucai de defender o Rio Amarelo e Ma Shouying de liderar a divisão móvel. 
Zhang e Gao saquearam Fengyang, a casa ancestral do Imperador Hongwu e local de seu túmulo. Mais de 4.000 oficiais Ming foram mortos e 2.600 estruturas foram incendiadas. Durante a operação, ocorreu uma disputa entre Li Zicheng e Zhang Xianzhong sobre matar ou não os eunucos, o que levou à dissolução da aliança rebelde. Eles se separaram, com Li indo para o oeste e Zhang para o leste. 
Zhang Xianzhong não conseguiu tomar a cidade de Luzhou, que foi fortemente defendida com canhões que causaram pesadas baixas aos rebeldes, matando 1.100 pessoas. Li Zicheng continuou sua atividade rebelde ao longo de 1635 e 1636 com sucesso modesto. Entretanto, seu tenente desertou para o Ming e levou a namorada de Li junto com ele. Li perdeu Xianyang para os Ming depois disso. Ao norte, um forte exército Ming de 43.000 homens chegou a Henan sob o comando de Hong Chengchou. Ele não conseguiu derrotar os rebeldes e sofreu uma derrota. Lu Xiangsheng foi encarregado da pacificação rebelde em Huguang. Enquanto isso, os Ming sofreram uma grande derrota quando as forças rebeldes cercaram Cao Wenzhao, quando ele se expandiu demais e se deparou com as forças de cavalaria rebeldes. Cao suicidou-se. 
Os rebeldes estavam mais bem organizados e tinham canhões pesados em 1636. Gao Yingxiang avançou em direção a Taozhou e esmagou um exército Ming em seu caminho para Nanquim. Gao foi então derrotado em uma série de batalhas contra Lu Xiangsheng, mas escapou. Lu não conseguiu dar continuidade às suas vitórias e foi chamado de volta à fronteira norte para lidar com a invasão da dinastia Qing. Sun Chuanting foi nomeado Grande Coordenador de Shaanxi. Sun capturou Gao Yingxiang quando ele invadiu Shaanxi e o enviou para Pequim, onde foi desmembrado. Os seus seguidores juntaram-se a outros líderes rebeldes, como Li Zicheng e Lao Huihui. 
A situação rebelde piorou ainda mais quando o Imperador Chongzhen aumentou os impostos em 1637 para financiar o exército. Um novo vice-ministro da Guerra, Xiong Wencan, foi encarregado das atividades gerais de pacificação rebelde, mas Hong Chengchou e Zuo Liangyu basicamente ignoraram todas as suas ordens. Hong derrotou Li Zicheng em Sichuan, mas a vitória na batalha significou pouco contra as forças rebeldes, e às vezes o exército saqueava e estuprava áreas despejadas dos rebeldes. As forças Ming continuaram a obter vitórias contra Li Zicheng e Zhang Xianzhong sem conseguir matá-los ou capturá-los. A certa altura, Zhang Xianzhong rendeu-se e recebeu tropas e suprimentos com a promessa de que lutaria contra Li Zicheng. 
Ao longo de 1638 e 1639, terremotos abalaram Sichuan e gafanhotos devastaram Suzhou. O movimento rebelde ganhou força à medida que mais refugiados se juntaram a eles para aumentar suas chances de sobrevivência. Li Zicheng continuou perdendo batalhas e fugiu para as montanhas. Luo Rucai se rendeu aos Ming. Por um tempo, pareceu que a vitória final estava ao alcance das forças Ming. Os Qing invadiram novamente em 1638, exacerbando os recursos já esgotados dos Ming. 
Em 1639, Zhang Xianzhong rebelou-se novamente após se recuperar em Gucheng. Ele abriu as prisões de Gucheng e matou as autoridades locais. Unindo forças, Zhang e Luo atacaram a cidade vizinha de Fangxian e então se moveram em direção às montanhas densamente florestadas da fronteira de Shaanxi. Zuo Liangyu foi enviado contra a nova rebelião. Ele foi emboscado perto do Monte Luoying e sofreu 10.000 baixas. Xiong Wencan foi acusado e substituído por Yang Sichang. 
Embora Yang Sichang e Zuo Liangyu tenham entrado em conflito em termos de política, eles obtiveram várias vitórias contra os rebeldes de 1639 a 1640. Parecia mais uma vez que os Ming estavam mudando a maré. Zuo infligiu uma grande derrota a Zhang Xianzhong perto do Monte Manao, matando 3.500 e capturando vários comandantes. Zhang escapou para o oeste de Sichuan. Yang ficou desconfiado dos sucessos de Zuo e tentou promover outro general, He Renlong, como seu igual. Quando isso não funcionou, ambos os generais ficaram alienados. No inverno de 1640, Sichuan estava sendo devastada por Zhang Xianzhong, e as forças Ming desertavam diariamente. Yang pediu para ser dispensado de seu cargo. O Imperador Chongzhen recusou e, em vez disso, enviou-lhe mais fundos para medicamentos e combate à fome. 

### Ascensão de Li Zicheng (1641-1644)
Mate seus bois e ovelhas

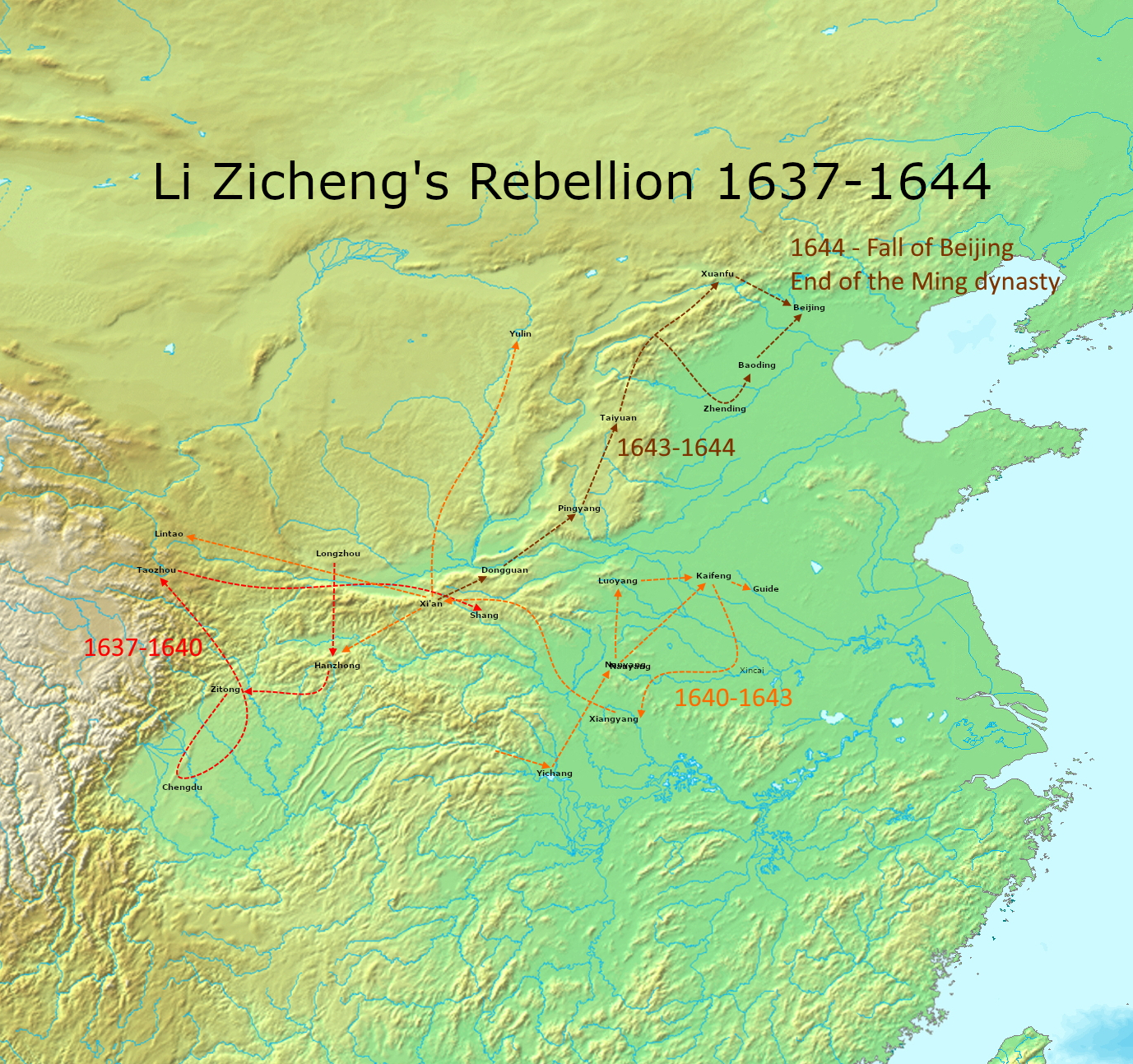
A rebelião de Li Zicheng 1637-1644

E prepare seu vinho e bebidas espirituosas
Abra seus portões e dê as boas-vindas ao Príncipe Arrojado
Quando o Príncipe Arrojado chegar
Você não pagará impostos
 – Li Zicheng
Em 1641, Zhang Xianzhong capturou Xiangyang e Li Zicheng capturou Luoyang . Li logo perdeu Luoyang para as forças Ming, mas já era reconhecido como o principal líder rebelde. Com seus muitos seguidores, ele sitiou Kaifeng. Ao ouvir isso, Yang Sichang parou de comer e morreu na primavera. Ele foi substituído por Ding Qirui. Enquanto isso, Zhang Xianzhong foi derrotado e forçado a se mudar para o oeste de Yunyang. Mesmo quando os exércitos Ming entraram em colapso entre 1641 e 1644, eles continuaram a obter vitórias locais sobre os rebeldes. 

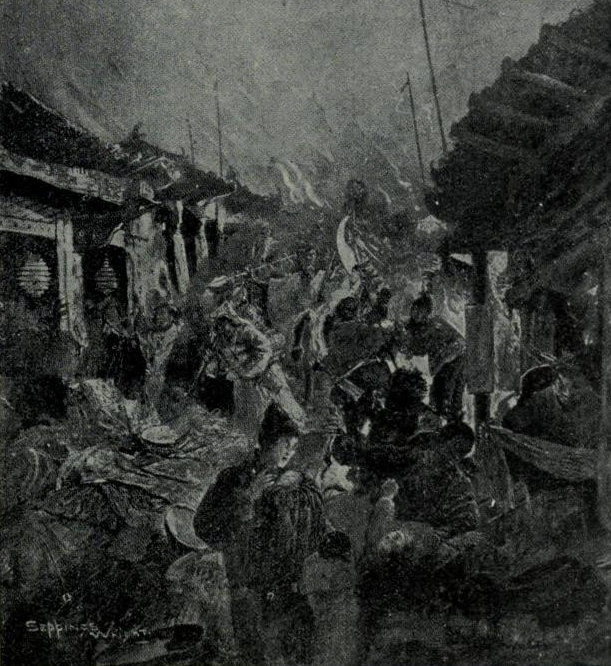
Uma ilustração do século XX do exército de Li saqueando Pequim.

Ding Qirui não conseguiu controlar seus homens famintos que saqueavam as cidades que cruzavam. Alguns simplesmente desertaram para procurar comida. Ding sofreu impeachment e foi substituído por Fu Zonglong. O exército de Zhang Xianzhong havia aumentado para mais de 100.000 homens, mas ele não conseguiu obter nenhuma vitória importante contra as forças Ming, exceto na tomada de cidades em Sichuan, que eles massacraram. Luo Rucai deixou Zhang e juntou-se a Li Zicheng. Li capturou Xincai e Nanyang e, no processo, matou Fu Zonglong e Meng Ruhu. He Renlong foi executado por ser suspeito de ajudar os rebeldes. 
Em 1642, Xiangcheng, Shucheng, Runing, Xiangyang, De'an e Chengtian caíram nas mãos de Li Zicheng. Zhang Xianzhong tomou Luzhou. O cerco de Li a Kaifeng correu mal, pois ele tentou repetidamente tomar a cidade fortemente defendida. Durante um ataque, ele perdeu um olho por causa de uma flecha. A cidade foi tomada em 7 de outubro de 1642, desviando um rio e inundando a cidade, matando 270.000 pessoas. Os rebeldes saquearam o que restava da cidade e recuaram.
Em 1643, os rebeldes se uniram em duas grandes facções: Li Zicheng, na China Central, e Zhang Xianzhong, em Sichuan. Li declarou-se Príncipe de Shun. Zhang declarou-se Príncipe dos Xi. Wuchang, Hanyang e Changsha caíram para Zhang, que declarou a formação da dinastia Xi. Li se sentiu ameaçado pelo crescente sucesso de Zhang, então colocou uma recompensa por sua cabeça. Li consolidou o poder dentro de sua própria facção eliminando Luo Rucai e outros bandidos locais. No outono, o Imperador Chongzhen ordenou que Sun Chuanting atacasse Li. Esta acabou sendo a última ofensiva Ming, já que o exército Ming foi completamente destruído e Sun morto em batalha. Li seguiu a vitória capturando Xi'an, que se rendeu sem lutar. 
Em 1644, Li Zicheng declarou a formação da dinastia Shun. Em Pequim, Chongzhen fez um último esforço para reunir um exército da população civil e enviá-lo contra Li. Mais da metade do exército desertou antes de chegar a 100 li de Pequim. Li avançou sobre a capital Ming em duas direções, tomando Taiyuan, Datong e Changping no processo. 
Em 24 de abril, um dos eunucos de Chongzhen ordenou que os portões fossem abertos para os rebeldes, mas os guardas se recusaram. A defesa disparou seus canhões em uma grande demonstração de força, mas não tinha munição. Quando os rebeldes perceberam que apenas pólvora estava sendo disparada, eles atacaram com força e tomaram os portões da cidade em uma breve luta. O Imperador Chongzhen ordenou que a família imperial cometesse suicídio. Antes de se enforcar, Chongzhen cortou o braço de uma das princesas que não conseguia cometer suicídio. Ela ainda estava viva no dia seguinte quando os rebeldes a encontraram. 
A vitória de Li Zicheng durou pouco. No mês seguinte, o general do norte Wu Sangui desertou para a dinastia Qing e, juntos, eles derrotaram Li na Batalha da Passagem de Shanhai. A dinastia Shun de Li foi desmantelada no ano seguinte, com Li desaparecendo no caos. Zhang Xianzhong foi morto pelas forças Qing em 1647. 